# 중대범죄수사청
중대범죄수사청은 2021년 대한민국 정부가 설립을 추진 중인 범죄 수사 기관이다.

## 역사
한국은 예전부터 한국판 FBI를 설립하려는 시도를 여러번 했었다.
2005년 6월 20일, 대검찰청은 회계·금융·조세분야를 중점 교육하는 `첨단범죄수사 아카데미`를 창설해 본격 운영에 들어갔다. 미국 연방수사국(FBI) 요원교육기관인 FBI 국립 아카데미를 모방한 것이다. FBI 아카데미는 아니다. 첨단범죄수사 아카데미 교육 대상자는 검사와 수사관 등 검찰 직원으로 한정되며 비용은 무료다. 교육기간은 주1회 3시간씩 1년동안 운영되고 1개 기수에 200명 정도로 운영될 예정이다. FBI 국립 아카데미는 1년에 4번 열리며, 10주간 교육과정이다. FBI 아카데미는 FBI 요원을 훈련하는 교육기관으로, 버지니아주 콴티코의 콴티코 해병대 기지에 설치되어 있다.
2006년 3월 2일, 노무현 정부의 천정배 법무장관은 한국판 FBI를 설립하겠다고 밝혔다. 특별수사청(가칭)은 정치인의 부정부패와 공직자의 뇌물 수수, 정경유착 비리, 대기업 간부의 배임과 횡령 등 사회의 구조적 비리가 특별수사청의 주요 수사 대상이 될 것으로 알려졌다. 특별수사청에는 검찰과 경찰이 공존하며 수사를 하기 때문에 수사권을 놓고 검찰과 경찰이 마찰을 빚는 문제도 자연스럽게 해결될 것으로 보인다. 뇌물죄를 수사대상으로 하는 기관이지, 조직범죄를 대상으로 한다는 보도는 없었다.
2013년 9월, 서울 휘경동의 경찰수사연수원(원장 황운하 경무관)이 충남 아산으로 이전하면서, 경찰의 숙원이던 수사전문 연구기관 범죄연구센터(가칭)가 설립되었다. 미국 워싱턴에서 자동차로 40분 거리에 있는 버지니아주 콴티코 미 해병대기지. 이곳에는 FBI 연구소가 있다. 워싱턴의 FBI 본부, 콴티코 미 해병대기지의 FBI 아카데미와 함께 FBI의 3대 핵심시설로 꼽힌다. 범죄연구센터(가칭)는 한국판 FBI 연구소의 개념으로 경찰수사연수원 내부에 설립되었다.
2017년 2월 22일, 경찰이 영국 국가범죄수사국(NCA·National Crime Agency)을 롤모델로 중대범죄 전문 수사기구를 도입하는 조직 개편을 추진하기로 했다. 한국형 NCA '국가범죄수사청' 설립에 대비해 기존 직제를 변경하는 방안을 구상 중이라며 이같이 밝혔다. 영국의 경우, 경찰은 일반범죄, 국가범죄수사청(NCA, National Crime Agency)은 마약범죄와 조직범죄 등 광역범죄를 담당한다. 2013년 영국판 FBI라는 NCA를 창설했다. 미국 FBI는 1908년 창설되어 100년 넘는 역사를 자랑한다.
한국의 경우, 서울중앙지검 특수부에서 뇌물죄와 조직범죄를 담당한다. 모래시계로 유명한 홍준표가 조직범죄로 유명해진 정치인이고, 박근혜 대통령 뇌물 사건으로 유명해진 인물이 윤석열 검찰총장으로, 모두 특수부 검사였다. 반면에, 영국은 뇌물죄는 중대비리수사청(Serious Fraud Office, SFO), 조직범죄는 국가범죄수사청(NCA, National Crime Agency)이 담당한다. 미국은 FBI가 뇌물죄와 조직범죄를 담당한다.

### 사직동팀
경찰청에는 예전부터 경찰청 조사과, 사직동팀이 있었다. 종로구 사직동에 위치해 있다고 사직동팀이다. 청와대가 직접 하명하는 사건을 수사했다. 검찰청에는 중수부가 청와대가 직접 하명하는 사건을 수사했다.
사직동팀은 몇몇 유명한 사건으로 인해, 폐해가 드러나서, 2000년 김대중 대통령이 폐지했다. 박근혜 대통령은 대선후보 시절 '정치검사', '표적수사'로 정치적 논란의 대상이었던 중수부 폐지를 선거 공략으로 내고 2014년 4월 중수부를 폐지했다.
문재인 정부는 경찰청 산하 사직동팀과 검찰청 산하 중수부를 통합한 기관이면서, 경찰청장과 검찰총장으로부터 독립된 중대범죄수사청을 신설하려고 한다. 옛날 사직동팀과 중수부의 폐해를 시정, 업그레이드한 개념이다.

## 논란

### 찬성
집권 더불어민주당은 중수청 설치를 제안하고, 강력하게 추진하고 있다.

### 반대
윤석열 전검찰총장은 중수청 설치가 검찰청 무력화라면서 강하게 반발하고 있다.
검찰 수사권 완전 박탈이 핵심인 중대범죄수사청법 공방이 진실게임 양상으로 흐르고 있다. 해외 형사사법 제도를 두고 당사자들이 "수사와 기소의 분리가 글로벌 스탠더드"(황운하 더불어민주당 의원) "검수완박은 부패완판이다. 수사ㆍ기소 융합이 세계적 추세"(윤석열 전 검찰총장) 등 정반대 해석을 하고 있다. '영국모델'을 표방하는 민주당이 국가범죄수사청(NCA, National crime agency)이나 중대부정수사청(SFO, Serius fraud office) 등 생소한 영국의 수사기관 이름을 자주 등장시키면서 혼란이 가중되는 양상이다.
그러나, 민주당과 검찰의 주장은 모두 틀렸고, 영국의 국가범죄수사청(NCA, National crime agency)이나 중대부정수사청(SFO, Serius fraud office)은 수사권과 기소권을 융합한 독립기관이다. 즉, 수사와 기소를 분리했다는 민주당 주장도 틀렸고, 수사와 기소의 융합이라는 검찰청의 주장도 틀렸다. 수사와 기소를 융합하기는 했는데, 이를 단일기관이 아니라 조직범죄는 국가범죄수사청(NCA, National crime agency)이 분리, 독립되어 독점적으로 수사권과 기소권을 융합했고, 뇌물죄는 중대부정수사청(SFO, Serius fraud office)이 분리, 독립되어 독점적으로 수사권과 기소권을 융합했다. 즉, 검찰청은 단 하나의 기관인 검찰청이 모두 독점해야 한다는 주장이지만, 영국 모델은 수사권과 기소권을 융합한 특별 검찰청을 여러개를 신설하는 방식이다.

## 같이 보기
- 대한민국 경찰청
- 대한민국 검찰청
- 국가수사본부
- 고위공직자범죄수사처
- 법과학
- 수사
- FBI